# Хофбауэр, Луис

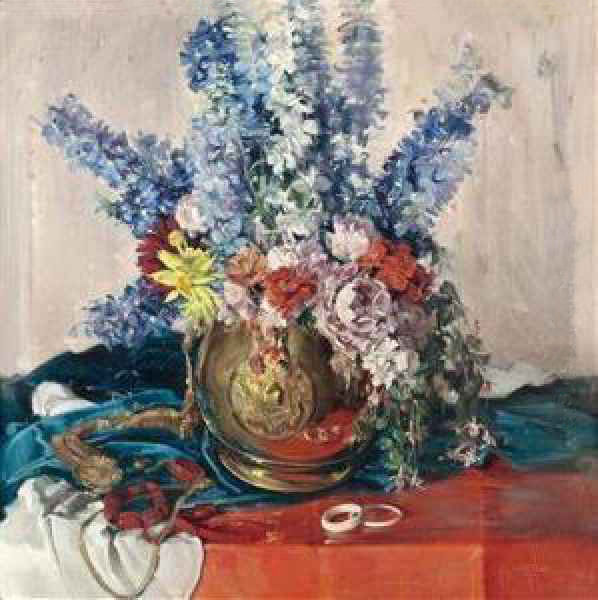
Л. Хофбауэр. Натюрморт с голубыми цветами. 1931 г.

Луис (Луи) Хофбауэр (нем. Louis Hofbauer; 26 октября 1889, Ялта, Российская империя — 1 июня 1932, Мундерфинг, Австрия) — австрийский художник.

## Биография
Детство провёл близ Вены. В 1905—1906 обучался в Графической школе под руководством Отто Прутчера. С 1907 по 1911 продолжил учëбу в Академии изобразительных искусств Вены. Ученик Франца Румплера, который выделив его среди своих воспитанников, предоставил ему стипендию для длительного стажирования в Италии.
Вернувшись на родину, Л. Хофбауэр начал экспонировать свои картины в Вене. Во время Первой мировой войны провёл реконструкции барокковых фресок в Оломоуцкой гарнизонной церкви.
После войны переехал в Штрасвальхен, 1923—1924 — в Больцано, с 1925 жил в Мундерфинге.
В 1923 году он был одним из основателей местной гильдии художников.
Автор многочисленных натюрмортов.

## Награды
- 1925 — Премия города Линц.